# Reprezentacja Arabii Saudyjskiej w piłce siatkowej mężczyzn
Reprezentacja Arabii Saudyjskiej w piłce siatkowej mężczyzn to narodowa reprezentacja tego kraju, reprezentująca go na arenie międzynarodowej
Największym sukcesem zespołu jest brązowy medal igrzysk azjatyckich, wywalczony w 2006 roku w katarskim Doha.